# Реформа (група родовищ)
“Рефо́рма” (Reforma oil fields) — група нафтових родовищ у Мексиці. Площа 9 тис. км². 46 родовищ. Запаси 800 млн т нафти і 500 млрд м³ газу. Експлуатується 35 родовищ. 260 фонтанних і 107 насосних свердловин. Річний видобуток 36 млн т нафти.